# Silvio de Tolosa
Silvio de Tolosa, en latín Selvius, Siluius, Saluius o Sylvius, también conocido como san Silvio (Galia, primera mitad del siglo IV - Toulouse, 400) fue el cuarto obispo de Toulouse entre el 360 y el 400.

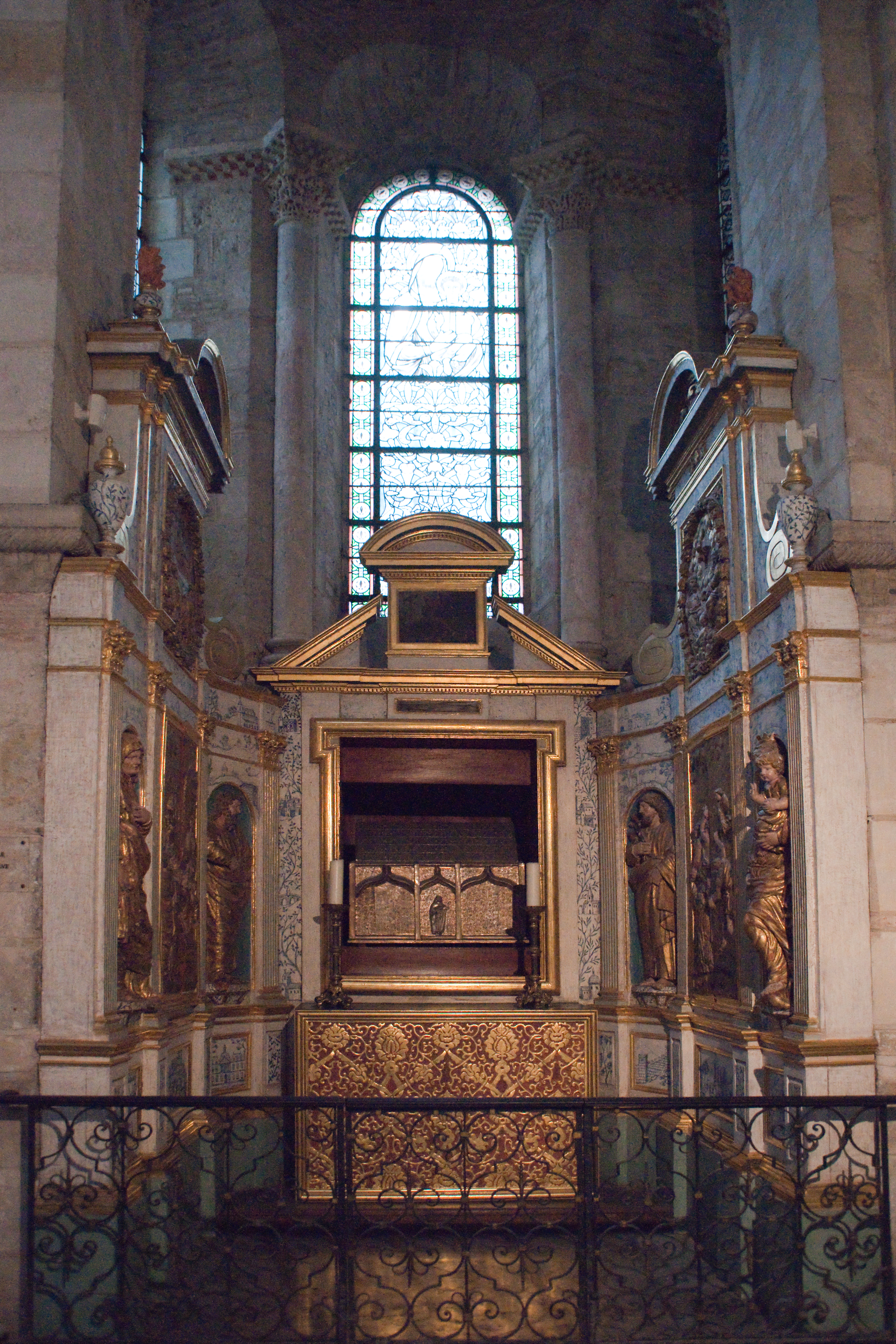
Capilla de San Sivlivo, en la basílica de San Sernín, con el relicario del santo.

## Biografía
Fue compañero de San Potino de Lyon. Sucedió como obispo a Hilario de Tolosa, que fue obispo del 358 al 360, y a su vez fue sucedido por San Exuperio, hacia el 400. Inició la construcción de una basílica en honor de Saturnino de Tolosa, pero murió antes de que la obra fuera acabada. 
Fue declarado santo a comienzos del siglo V, al poco de su muerte. Su actual sepulcro en piedra, en la basílica de San Sernín, se terminó de construir el 3 de octubre de 1265. 
Su fiesta se celebra el 31 de mayo (día de su supuesto días natalis).